# مسجد سيدي الحلوي
العلم الذي تحدد من خلاله نقاط وجود المعالم الأثرية في مدينة تلمسان دولة الجزائر ليس علم الجزائر،لا أدري لمن يعود،الىجاء من القائمين على هذا الموقع استدراك هذا الأمر.

## التسمية
سمي المسجد بسيدي الحلوي نسبة لشيخ القضاء الأندلسي أبي عبد الله الشوذي الإشبيلي" الذي تولى القضاء في الأندلس، ويسميه أهل تلمسان منذ القدم "سيدي الحلوي".

## معالم المسجد
مسجد يحمل هذا المسجد مميزات العمارة المرينية. فهو ذو تناسق تام ويتخذ شكل مستطيل أكثر طولا منه عرضا. يشبه في ذلك مسجد حسان بالرباط حيث تصل فيه النسبة إلى 1،31، وجامع قرطبة الذي تصل فيه النسبة إلى 1،40.
يحيط بالبوابة الكبيرة للمدخل الرئيسي إفريز من الزليج مكون من أشكال نجمية ذات ثمان رؤوس. يعلو هذه الأخيرة شريط لزخارف هندسية فوقها نقيشة كتب عليها تاريخ البناء واسم مؤسس المعلمة. توجت الواجهة بسقيفة تحملها 13 حاملة إفريز ترتكز بدورها على شريط ابيغرافي كتب بالخط الكوفي، ويغطى السقيفة سطح من القرميد الأخضر. يتخذ هذا الباب شكل بناء متقدم مستوحى من أبواب مسجد تينمل، وهي ميزة نادرة لا نجدها في أي مسجد آخر سابق بالجزائر أو المغرب. فتح هذا الباب في محور المحراب، وهو يؤدي إلى صحن مربع تحيط به أروقة تضم قاعة الصلاة مكونة من خمس بلاطات متوازية مع
جدار القبلة ترتكز على ركائز وأعمدة. وعلى غرار مسجد تينمل، تتوقف صفوف الأقواس قبل بلوغ الأسكوب المحاذي لجدار القبلة وهو مايعطي، عند التقائه بالبلاط المحوري، تصميما على شكل "T". عرف هذا التصميم بمسجد أبي دولف بسامراء (العراق) وبجامع القيروان. تستند أقواس البلاطات على أعمدة رخامية. وبفضل تصميمه ومكونات واجهاته، يشبه مسجد سيدي أبي مدين العباد بتلمسان (1338).
محراب المسجد ذو كوة سداسية الأضلاع تغطيها قبة مثمنة ذات مقرنصات، وهو يستوحي عناصره من المحارب الموحدية لتينمل والكتبية (مراكش). فالقبة ذات المقرنصات التي أصلها من إيران سبق استعمالها في المغرب بمسجد تنمل الذي بناه عبد المومن بن علي. أما التيجان التي تعلو أعمدة المحراب فتذكر بتلك الموجودة بمدينة الزهراء وبمسجد القرويين بفاس التي تستوحي بدورها عناصرها من التاج المركب للفترة العتيقة. من جهتها، تتوفر أكتاف العقود على زخرف مشكل من شريط منقوش بعناصر نباتية نجد لها مثيلا بجامع القيروان وقصر الحمراء بغرناطة. ويحتمل أن تكون هذه التيجان والأعمدة الجميلة قد جلبت من قصر المنصورة الذي لم يكتمل بناؤه.
تمنح السقوف التقليدية المصنوعة من خشب الأرز زخارف هندسية متشابكة مكونة من نجميات ومثمنات ومعينات ومربعات تذكر بتلك الموجودة بالمدرسة المرينية المعاصرة لها: البوعنانية بفاس وبناية طاير دي لمورو بطليطلة، وهو نوع من السقوف ورثه المرينيون عن الموحدين الذين كانوا سباقين لاستعماله خاصة بمسجد الكتبية بمراكش.
ترتفع الصومعة في الزاوية الشمالية الغربية للمسجد وهي تشبه صومعة سيدي أبو مدين. تتخذ البناية شكلا مربع الزوايا وتنقسم إلى جزئين: البرج الرئيسي والمنور المزين بشبكة من المعينات. بهذا اللوح توجد ثقوب محاطة بقويسات ذات أركان هندسية. تذكر هذه الصومعة بمآذن بني عبد الواد.أما الزخرف المصنوع من الزليج المستوحى من
الصوامع الموحدية للكتبية والقصبة بمراكش فيميز الفن المريني الذي يتجسد في صومعتي البوعنانية والجامع الكبير بفاس.

## مواضيع ذات صلة
- المرجعية الدينية الجزائرية
- الحزب الراتب

## المصدر
1. ورويبة، ' الفن الديني الإسلامي بالجزائر، الجزائر : SNED، 1983.
2. ج. مارسي، ' الهندسة المعمارية للغرب الإسلامي'، تونس، الجزائر، المغرب وإسبانيا وصقلية.باريس : الفنون والحرف التصويرية، عام 1957.
3. ج. مارصي.، فهرست ' الفن المعماري وتونس والجزائر والمغرب وأسبانيا وصقلية وباريس : أ بيكار، 1926.
4. ج. مارصي. الآثار العربية تلمسان، باريس : أ. فونتموانغ، 1905.
5. بارجس، تلمسان العاصمة القديمة لمملكة ذات نفس الاسم. باريس : دوبراة، 1859.